# Буян-Сечен-хан
Буян-Сечен-хан (1554—1603) — 24-й великий каган Монгольського ханства в 1592—1603 роках.

## Життєпис
Походив з гілки Хубілаїдів династії Чингізидів. Старший син кагана Тумен-Ясаґту-хана. Народився у 1554 році. Про молоді роки нічого невідомо. Ймовірно, брав участь у походах батька, але обставини цього невідомі. У 1592 році успадкував трон. Намагався вести далі політику попередника щодо зміцнення й централізації Монгольського ханства. Втім зазнав невдачі. Напевне, не мав достатньої поваги серед монгольських ханів. Тому держава знову розпалася, а центральний уряд втратив контроль на усіма її частинами. Вже 1594 року хорчинські князі (нойони) Онгудай, Мангус і мянган після поразки від манчжурів фактично визнали зверхність цзінського імператора Нурхаці.
Буян-Сечен-хана визнавали суто номінально загальномонгольським каганом. Фактично його влада не поширювалася далі земель чахарів. Тому також звався чахарським ханом. Перед смертю оголосив спадкоємцем свого внука від старшого сина — Лігден-хана. Помер у 1603 році.